# Hinokitiol
Hinokitiol, β-tujaplicina – organiczny związek chemiczny, naturalny monoterpenoid występujący w drewnie drzew z rodziny cyprysowatych. Jest pochodną tropolonu i jedną z tujaplicyn. Hinokitiol jest szeroko stosowany w produktach do pielęgnacji jamy ustnej i produktach leczniczych ze względu na swoje szerokie spektrum działania przeciwwirusowego, przeciwbakteryjnego i przeciwzapalnego. Hinokitiol jest jonoforem cynku i żelaza. Jest zatwierdzonym dodatkiem do żywności.
Nazwę „hinokitiol” pochodzi o tajwańskich hinoki, z których w 1936 roku został on wyizolowany. Występuje w wysokim stężeniu (około 0,04% masy twardzielowej) w Juniperus cedrus, drewnie żywotnikowca japońskiego, Thujopsis dolabrata i cedrze czerwonym zachodnim, żywotniku olbrzymim (Thuja plicata). Można go łatwo ekstrahować z drewna cedrowego za pomocą rozpuszczalnika i ultradźwięków.
Hinokitiol jest strukturalnie spokrewniony z tropolonem, który nie posiada podstawnika izopropylowego. Tropolony to dobrze znane czynniki chelatujące.

## Aktywność przeciwdrobnoustrojowa
Hinokitiol ma szeroki zakres działań biologicznych, z których wiele zostało zbadanych i scharakteryzowanych w literaturze. Pierwszym i najbardziej znanym jest silne działanie przeciwdrobnoustrojowe przeciw wielu bakteriom i grzybom, niezależnie od oporności na antybiotyki. W szczególności wykazano, że hinokitiol jest skuteczny przeciwko Streptococcus pneumoniae, Streptococcus mutans i Staphylococcus aureus, powszechnym ludzkim patogenom. Ponadto wykazano, że hinokitiol ma działanie hamujące Chlamydia trachomatis i może być klinicznie przydatny jako lek miejscowy.

## Aktywność przeciwwirusowa
Nowsze badania wykazały, że hinokitiol wykazuje również działanie przeciwwirusowe, gdy jest stosowany w połączeniu ze związkiem cynku przeciwko kilku ludzkim wirusom, w tym rinowirusom, wirusom coxsackie i mengowirusom. Leczenie infekcji wirusowych może przynieść masowe korzyści ekonomiczne i musi mieć ogromne znaczenie dla globalnych instytucji, takich jak Światowa Organizacja Zdrowia. Upośledzając przetwarzanie wirusowych poliprotein, hinokitiol hamuje replikację wirusa – jednak zdolność ta jest zależna od dostępności dwuwartościowych jonów metali, ponieważ hinokitiol jest ich chelatorem. Obecność cynku w połączeniu z hinokitiolem wspiera te możliwości.

## Inne działania
Oprócz szerokiego spektrum działania przeciwdrobnoustrojowego, hinokitiol ma również działanie przeciwzapalne i przeciwnowotworowe, które zostało scharakteryzowane w wielu badaniach komórkowych in vitro i badaniach na zwierzętach in vivo. Hinokitiol hamuje kluczowe markery i szlaki zapalne, takie jak TNF-a i NF-kB. Badany jest jego potencjał w leczeniu przewlekłych stanów zapalnych lub autoimmunologicznych. Stwierdzono, że hinokitiol wywiera cytotoksyczność na kilka znanych linii komórek nowotworowych poprzez indukowanie procesów autofagicznych.

### Badanie koronawirusa
Potencjalne działanie przeciwwirusowe hinokitiolu wynika z jego działania jako jonoforu cynku. Hinokitiol umożliwia napływ jonów cynku do komórek, co hamuje mechanizm replikacji wirusów RNA, a następnie hamuje replikację wirusa. Niektóre znaczące wirusy RNA obejmują ludzki wirus grypy, SARS. Jony cynku były w stanie znacząco zahamować replikację wirusa w komórkach i potwierdzono, że działanie to jest zależne od napływu cynku. Badanie to zostało wykonane z pirytionem jonoforu cynku, który działa bardzo podobnie do hinokitiolu.
W hodowlach komórkowych hinokitiol hamuje namnażanie się ludzkiego rinowirusa, wirusa coxsackie i mengowirusa. Hinokitiol zakłóca przetwarzanie wirusowych poliprotein, hamując w ten sposób replikację pikornawirusa. Hinokitiol hamuje replikację pikornawirusów poprzez upośledzenie przetwarzania poliprotein wirusowych. Aktywność przeciwwirusowa hinokitiolu zależy od dostępności jonów cynku.

### Jonofor żelaza
Wykazano, że hinokitiol przywraca produkcję hemoglobiny u gryzoni. Hinokitiol działa jako jonofor żelaza, kierując żelazo do komórek, zwiększając wewnątrzkomórkowe poziomy żelaza. Około 70% żelaza u ludzi jest zawarte w krwinkach czerwonych, a konkretnie w białku hemoglobiny. Żelazo jest niezbędne u wszystkich żywych organizmów i jest kluczowym elementem wielu funkcji anatomicznych, takich jak układ transportu tlenu, synteza kwasu dezoksyrybonukleinowego (DNA) oraz transport elektronów, a niedobór żelaza może prowadzić do zaburzeń krwi, takich jak niedokrwistość, która może być znacząco szkodliwa zarówno dla sprawności fizycznej, jak i umysłowej.

## Synergizm cynkowy
Hinokitiol jest jonoforem cynku i uważa się, że jego zdolność hamuje replikację wirusa. W skrócie, jako jonofor cynku, hinokitiol pomaga w transporcie cząsteczek do komórek przez błonę komórkową lub błonę wewnątrzkomórkową, zwiększając w ten sposób wewnątrzkomórkowe stężenie określonej cząsteczki (np. cynku). Dlatego też, wykorzystując przeciwwirusowe właściwości cynku, w połączeniu z hinokitiolem, można przyspieszyć wchłanianie cynku.

### Badania nad nowotworami
W hodowlach komórkowych i badaniach na zwierzętach wykazano, że hinokitiol hamuje metatezę i ma działanie antyproliferacyjne na komórki nowotworowe.

### Niedobór cynku
Niedobór cynku wykazano w niektórych komórkach nowotworowych, a powrót optymalnego wewnątrzkomórkowego poziomu cynku może prowadzić do zahamowania wzrostu guza. Hinokitiol jest udokumentowanym jonoforem cynku, jednak obecnie potrzebne są dalsze badania w celu ustalenia metod dostarczania skutecznych stężeń hinokitiolu i cynku.
- „Effects of dietary zinc on melanoma growth and experimental metastasis...”[25]
- „Dietary zinc deficiency fuels esophageal cancer development by inducing a distinct inflammatory signature...”[26]
- „Association between serum zinc levels and lung cancer: a meta-analysis of observational studies...”[27]
- „Research progress on the relationship between zinc deficiency, related microRNA s, and esophageal carcinoma...”[28]

## Produkty zawierające hinokitiol
Hinokitiol jest szeroko stosowany w wielu produktach konsumenckich, w tym w kosmetykach, pastach do zębów, sprayach doustnych, kremach przeciwsłonecznych i na porost włosów. Jedną z wiadoących marek w sprzedaży konsumenckich produktów hinokitiolowych jest Hinoki Clinical. Hinoki Clinical (założona w 1956 r.) została założona wkrótce po rozpoczęciu pierwszej „przemysłowej ekstrakcji hinokitiolu” w 1955 r. Hinoki, obecnie ma ponad 18 różnych linii produktów z hinokitiolem jako składnikiem. Inna marka, a mianowicie „Relief Life”, może pochwalić się sprzedażą ponad miliona past do zębów „Dental Series” zawierającej hinokitiol. Inni znaczący producenci produktów na bazie hinokitiolu to Otsuka Pharmaceuticals, Kobayashi Pharmaceuticals, Taisho Pharmaceuticals, SS Pharmaceuticals. Poza Azją firmy takie jak Swanson Vitamins® rozpoczynają stosowanie hinokitiolu w produktach konsumenckich na rynkach takich jak USA i Australia jako serum przeciwutleniające i w innych przedsięwzięciach. W 2006 r. hinokitiol został sklasyfikowany w krajowej liście substancji w Kanadzie jako nietrwały, nieulegający bioakumulacji i nietoksyczny dla organizmów wodnych. Environmental Working Group (EWG), amerykańska grupa aktywistów, poświęciła stronę składnikowi hinokitiolowi, wskazując, że jest to „niskie zagrożenie” w obszarach takich jak „Alergie i immunotoksyczność”, „Nowotwór” oraz „Toksyczność rozwojowa i reprodukcyjna” dając hinokitiolowi wynik 1-2. W przeciwieństwie do wyniku hinokitiolu, propylparaben, składnik, który nadal jest sprzedawany w różnych płynach do płukania ust, wykazuje ogromną toksyczność i powoduje niebezpieczne objawy. Propyloparaben został uznany przez Komisję Europejską ds. Zaburzeń hormonalnych za substancję zaburzającą funkcjonowanie układu hormonalnego u ludzi, między innymi, pozostawiając go na poziomie 4-6 na stronie internetowej EWG.

### Dr ZinX
W dniu 2 kwietnia 2020 r. Advance Nanotek, australijski producent tlenku cynku, złożył wspólny wniosek patentowy z firmą AstiVita Limited dotyczący kompozycji przeciwwirusowej, która zawierała różne produkty do higieny jamy ustnej zawierające hinokitiol jako substancję niezbędną. Marka, która teraz wprowadza ten nowy wynalazek, nazywa się Dr ZinX i prawdopodobnie wypuści kombinację cynku + hinokitiolu w 2020 roku. Dnia 18 maja 2020 r. Dr ZinX opublikował wyniki „Ilościowego testu zawiesinowego do oceny aktywności wirusobójczej w obszarze medycznym”, w którym wykazano zmniejszenie o ‘3,25 log’ (99,9%) dla czystego stężenia w 5 minut przeciwko zastępczym koronawirusom kotów COVID-19. Cynk jest niezbędnym suplementem diety i pierwiastkiem śladowym w organizmie. Globalnie szacuje się, że 17,3% populacji ma nieodpowiednie spożycie cynku.

### Obiecująca przyszłość
Na początku XXI wieku naukowcy uznawali, że hinokitiol może być cenny jako środek farmaceutyczny, zwłaszcza w hamowaniu bakterii Chlamydia trachomatis.
Chemik Martin Burke i jego współpracownicy z Uniwersytetu Illinois w Urbana-Champaign i innych instytucjach odkryli ważne medyczne zastosowanie hinokitiolu. Celem Burke’a było przezwyciężenie nieregularnego transportu żelaza u zwierząt. Niedobór kilku białek może prowadzić do niedoboru żelaza w komórkach (anemii) lub odwrotnego efektu, hemochromatozy. Wykorzystując jako surogaty kultury drożdży pozbawione genów, naukowcy przebadali bibliotekę małych biocząsteczek pod kątem oznak transportu żelaza, a tym samym wzrostu komórek. Hinokitiol przywrócił funkcjonalność komórki. Dalsze prace zespołu ustaliły mechanizm, za pomocą którego hinokitiol zwiększa lub zmniejsza poziom żelaza w komórkach. Następnie podjęli badania ssaków i odkryli, że gryzonie, które zostały zmodyfikowane tak, aby nie zawierały „białek żelaza”, i którym podawano hinokitiol, odzyskiwały zdolność do wchłaniania żelaza w jelicie. W podobnym badaniu na danio pręgowanym, cząsteczka przywróciła produkcję hemoglobiny. W komentarzu do pracy Burke’a i innych hinokitiol zwano „cząsteczką Iron Mana”, co stanowi określenie aluzyjne, ponieważ imię odkrywcy, Nozoego, można przetłumaczyć na angielski jako „iron man”.
Przeprowadzono również ważne badania dotyczące doustnego podania hinokitiolu, biorąc pod uwagę zwiększone zapotrzebowanie na produkty doustne na bazie tego związku. Jedno z badań, we współpracy z 8 różnymi instytucjami w Japonii, zatytułowane: „Antybakteryjne działanie hinokitiolu przeciw zarówno opornym na antybiotyki, jak i wrażliwym patogennym bakteriom, które dominują w jamie ustnej i górnych drogach oddechowych”, doprowadziło do wniosku, że hinokitiol wykazuje działanie przeciwbakteryjne przeciwko szerokiemu spektrum bakterii chorobotwórczych i ma niską cytotoksyczność w stosunku do ludzkich komórek nabłonka.